# Conkeror
Conkeror es un navegador de internet de código abierto. El desarrollo de este navegador está inspirado en Emacs. Su código fuente es libre y publicado bajo licencias MPL, GPL, LGPL.
Conkeror se ejecuta sobre XULRunner, un conjunto de bibliotecas desarrollado por Mozilla, pero carece de botones, es decir, su navegación se realiza por medio del teclado y del ratón, aunque está diseñado para ser usado íntegramente con teclado. Principalmente está escrito en JavaScript.